# Werner Delle Karth
Werner Delle Karth (Innsbruck, 18 de mayo de 1941) es un deportista austríaco que compitió en bobsleigh en las modalidades doble y cuádruple.
Ganó dos medallas en el Campeonato Mundial de Bobsleigh, plata en 1973 y bronce en 1974, y dos medallas de bronce en el Campeonato Europeo de Bobsleigh, en los años 1972 y 1973.

## Palmarés internacional
| Campeonato Mundial | Campeonato Mundial           | Campeonato Mundial | Campeonato Mundial |
| Año                | Lugar                        | Medalla            | Prueba             |
| ------------------ | ---------------------------- | ------------------ | ------------------ |
| 1973               | Lake Placid (Estados Unidos) | Medalla de plata   | Cuádruple          |
| 1974               | Sankt Moritz (Suiza)         | Medalla de bronce  | Cuádruple          |
| Campeonato Europeo |                              |                    |                    |
| Año                | Lugar                        | Medalla            | Prueba             |
| 1972               | Sankt Moritz (Suiza)         | Medalla de bronce  | Cuádruple          |
| 1973               | Cervinia (Italia)            | Medalla de bronce  | Doble              |